# Sandy Hook, Connecticut
Sandy Hook là một ngôi làng ở thị trấn Newtown, Connecticut. Sandy Hook được thành lập vào năm 1711.
Nó giáp với khu vực Botsford của thị trấn, quận Newtown, và cả các thị trấn Monroe, Southbury và Oxford dọc theo sông Housatonic. Ngôi làng Sandy Hook bao gồm các cộng đồng Berkshire, Riverside, Walnut Tree Hill và Zoar, cũng kéo dài một khoảng cách ngắn đến Thị trấn Monroe dọc theo Old Zoar Road và Bagburn Hill / Jordan Hill Road.

## Lịch sử
Trong vòng một năm kể từ khi định cư Newtown, một số chủ sở hữu của nó đã bắt đầu di chuyển từ làng trung tâm đến một số bưu kiện lớn hơn của họ. Một số chủ sở hữu có đất trong cùng một khu vực đã di dời đến các khu vực này với nhau để giảm sự cô lập. Sandy Hook là một trong những khu vực xa xôi đầu tiên định cư. Các thuộc địa đã tìm thấy sông Pootatuck tại Sandy Hook cho phép thiết lập các xưởng cưa và máy xay. Khu phố sẽ không phát triển mạnh mẽ cho đến khi công nghiệp hóa vào giữa thế kỷ 19.

## Thảm sát Trường tiểu học 2012

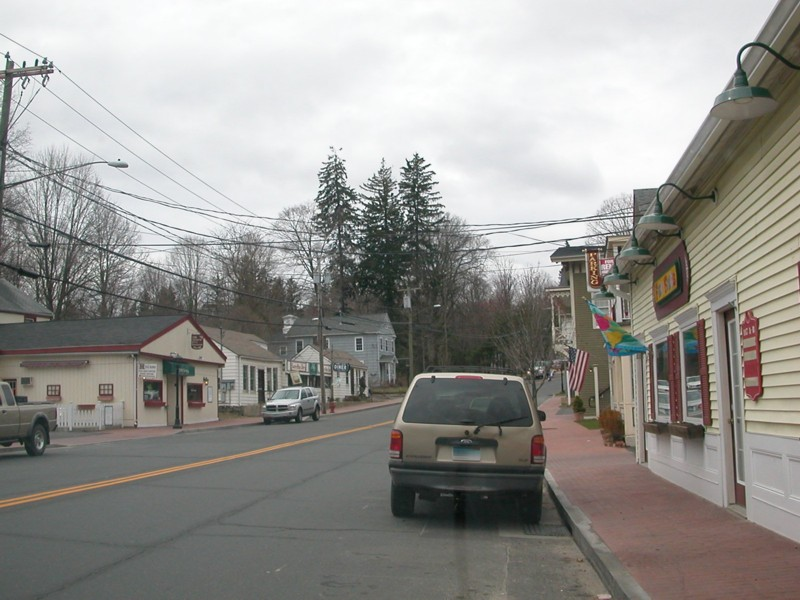
Sandy Hook năm 2007

Vào ngày 14 tháng 12 năm 2012, Adam Lanza bắn mẹ mình tại nhà, sau đó giết chết 26 người và chính anh ta tại Trường tiểu học Sandy Hook. Đó là vụ xả súng hàng loạt thứ hai trong lịch sử Hoa Kỳ vào thời điểm đó, sau vụ xả súng Virginia Tech năm 2007.